# 1977-es Roland Garros
Az 1977-es Roland Garros az év második Grand Slam-tornája, a Roland Garros 76. kiadása volt, amelyet május 23–június 5. között rendeztek Párizsban. Férfiaknál az argentin Guillermo Vilas, nőknél a jugoszláv Mima Jaušovec nyert.

## Döntők

### Férfi egyes
Guillermo Vilas -  Brian Gottfried 6-0, 6-3, 6-0

### Női egyes
Mima Jaušovec -  Florenta Mihai 6-2, 6-7, 6-1

### Férfi páros
Brian Gottfried /  Raúl Ramírez -  Wojciech Fibak /  Jan Kodeš 7-6, 4-6, 6-3, 6-4

### Női páros
Regina Maršíková /  Pam Teeguarden -  Rayni Fox /  Helen Gourlay Cawley 5-7, 6-4, 6-2

### Vegyes páros
Mary Carillo /  John McEnroe -  Florenta Mihai /  Ivan Molina 7-6, 6-3